# 蜘蛛磯塘鱧
蜘蛛磯塘鱧（学名：Eviota smaragdus）为鰕虎科磯塘鱧屬下的一个种。

## 扩展阅读
- 維基物種上的相關：蜘蛛磯塘鱧